# Amerikaanse presidentsverkiezingen 1824
De Amerikaanse presidentsverkiezingen van 1824 werden door vier kandidaten van Democratisch-Republikeinse Partij bevochten, te weten John Quincy Adams, Andrew Jackson, William Crawford en Henry Clay. Door de teloorgang van de Federalistische Partij was er geen oppositie vanuit andere politieke partijen tijdens deze verkiezingen. De zittende president, James Monroe, stelde zich niet herkiesbaar.

## Campagne
De campagne spitste zich niet zozeer toe op beleidsplannen, alswel op regionale loyaliteiten. Jackson, een held van de Oorlog van 1812 was vooral populair in het zuiden, terwijl Clay vooral steun in de nieuwere westelijke staten genoot. Adams, zoon van John Adams, de tweede president van het land, en een voormalig Federalist, was vooral populair in het voormalige Federalistische bastion New England. De Democratisch-Republikeinse Partij hield geen officiële nominatieconventie en er was dus geen "officiële" kandidaat voor de partij. Crawford werd tijdens de campagne getroffen door een beroerte en voerde niet actief campagne.
John C. Calhoun had zich aanvankelijk ook kandidaat gesteld, maar hij richtte zich naderhand op het vicepresidentschap, waar hij opmerkelijk genoeg de steun kreeg van zowel Adams als Jackson.

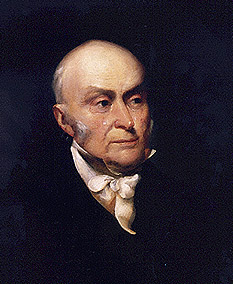
Minister van Buitenlandse Zaken John Quincy Adams uit Massachusetts Democratisch- Republikeinse Partij
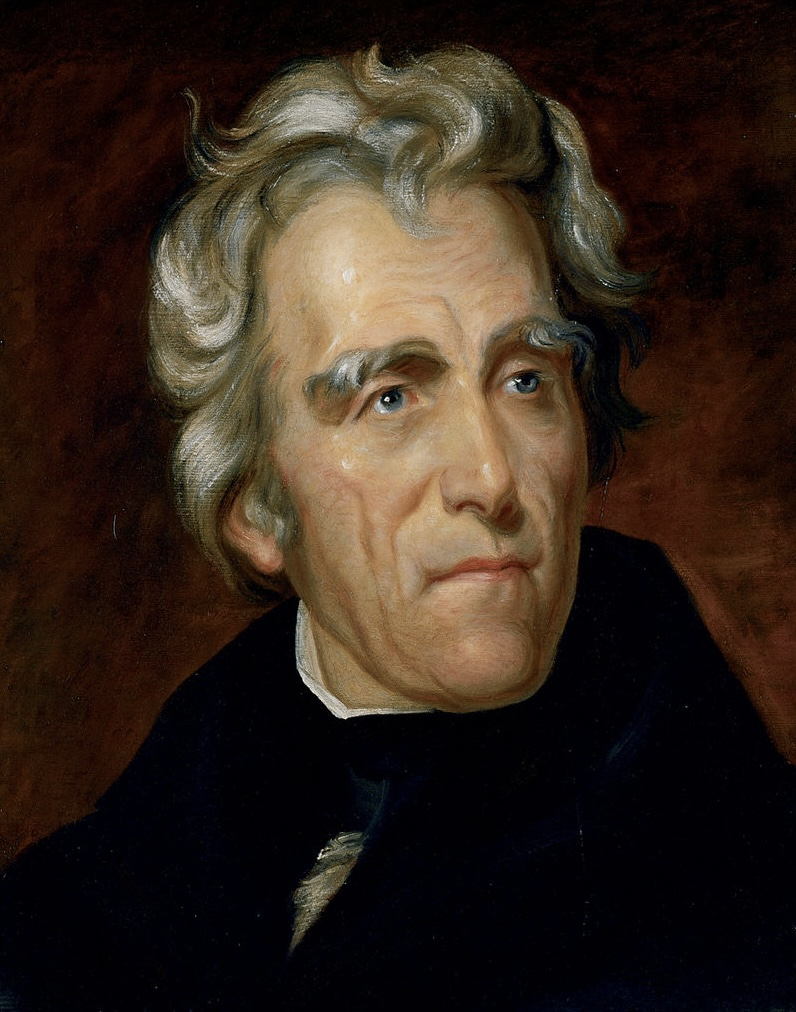
Senator Andrew Jackson uit Tennessee Democratisch- Republikeinse Partij
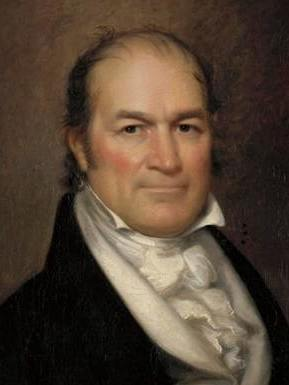
Voormalig Minister van Financiën William Crawford uit Georgia Democratisch- Republikeinse Partij
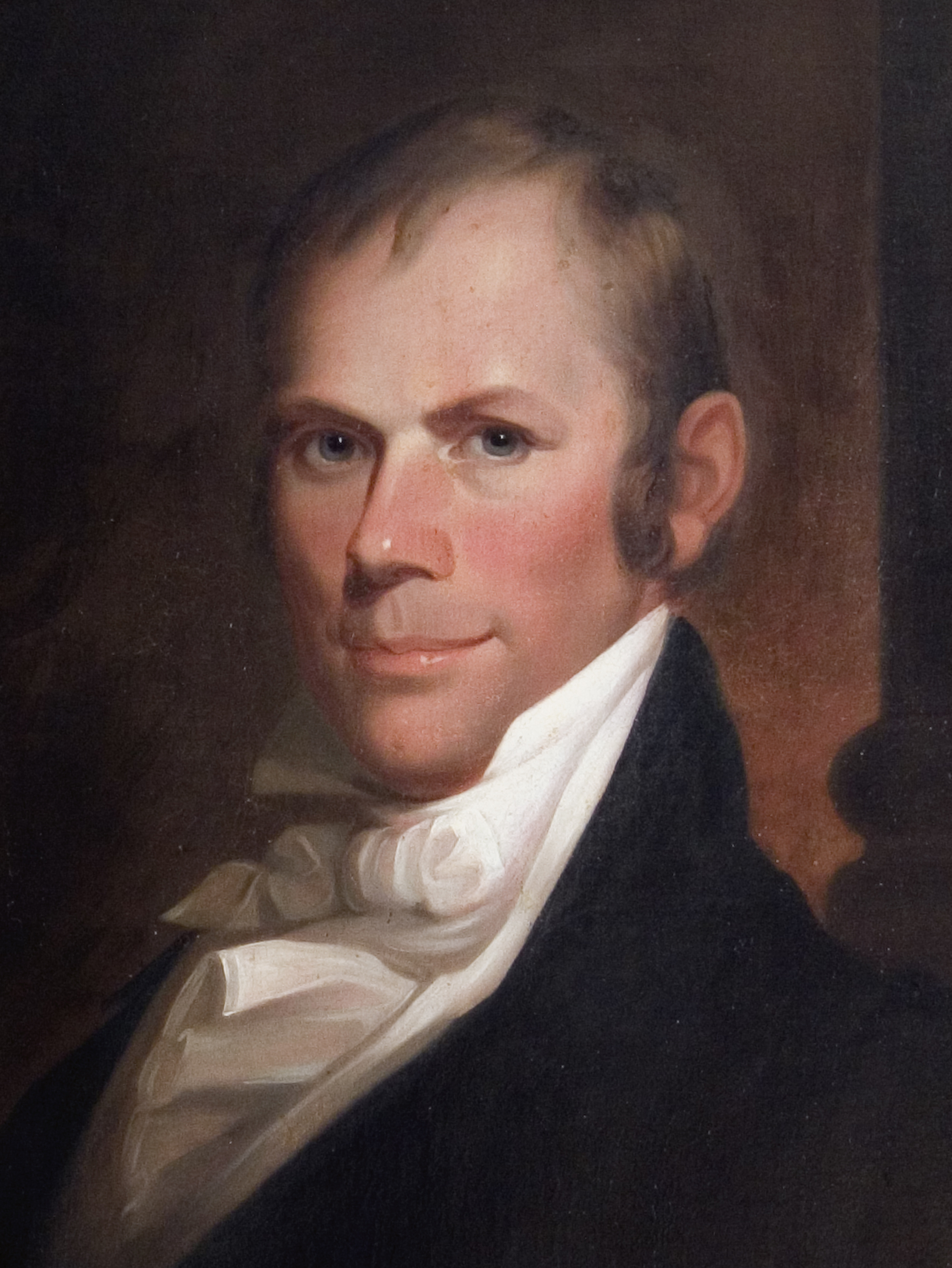
Voorzitter van het Huis van Afgevaardigden Henry Clay uit Kentucky Democratisch- Republikeinse Partij

- Minister van 
 Buitenlandse Zaken 
 John Quincy Adams 
 uit Massachusetts 
 Democratisch-
Republikeinse Partij
- Senator 
 Andrew Jackson 
 uit Tennessee 
 Democratisch-
Republikeinse Partij
- Voormalig 
 Minister van Financiën 
 William Crawford 
 uit Georgia 
 Democratisch-
Republikeinse Partij
- Voorzitter van het 
 Huis van Afgevaardigden 
 Henry Clay 
 uit Kentucky 
 Democratisch-
Republikeinse Partij

### Vicepresidentskandidaten

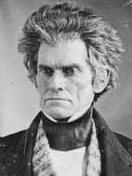
Minister van Oorlog John Calhoun uit South Carolina Democratisch- Republikeinse Partij
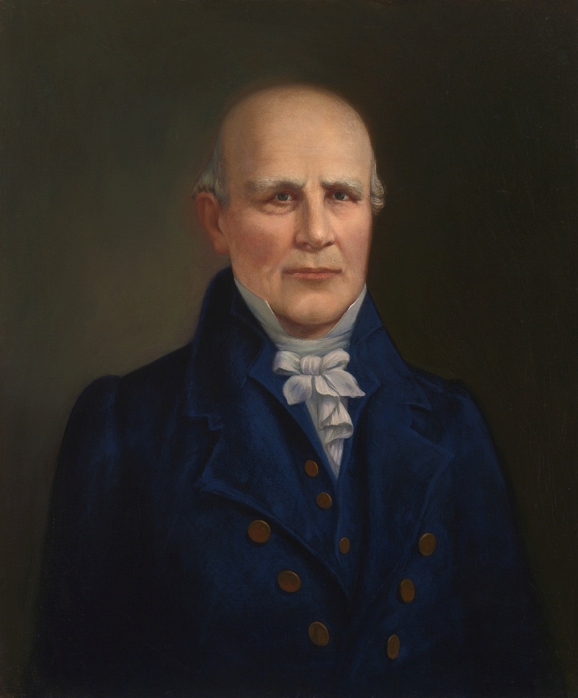
Senator Nathaniel Macon uit North Carolina Democratisch- Republikeinse Partij
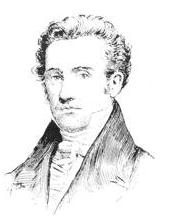
Voormalig Senator Nathan Sanford uit New York Democratisch- Republikeinse Partij

- Minister van Oorlog 
 John Calhoun 
 uit South Carolina 
 Democratisch-
Republikeinse Partij
- Senator 
 Nathaniel Macon 
 uit North Carolina 
 Democratisch-
Republikeinse Partij
- Voormalig 
 Senator 
 Nathan Sanford 
 uit New York 
 Democratisch-
Republikeinse Partij

## Uitslag
Door het uitgebreide veld van vier kandidaten die allen regionale steun hadden, was het vrijwel zeker dat geen van de kanshebbers een meerderheid van stemmen in het kiescollege zou verwerven. Uiteindelijk was de verdeling van kiesmannen als volgt:
1. Andrew Jackson - 99 kiesmannen
2. John Quincy Adams - 84 kiesmannen
3. William Crawford - 41 kiesmannen
4. Henry Clay - 37 kiesmannen

Er was een meerderheid van stemmen (131 stemmen) in het kiescollege nodig om rechtstreeks tot president gekozen te worden. Doordat geen van de kandidaten dit aantal bereikte, moest, zoals gestipuleerd in de Amerikaanse grondwet, het Huis van Afgevaardigden de beslissing nemen tussen de drie kandidaten met de meeste kiesmannen achter zich.
Jackson waande zich president-elect daar hij de meeste, doch niet de meerderheid van, stemmen in het kiescollege had behaald. Henry Clay, de Speaker of the House (voorzitter van het Huis van Afgevaardigden), zou echter van doorslaggevende betekenis zijn bij de beslissing die het Huis zou nemen. De als vierde geëindigde Clay was een uitgesproken tegenstander van Jackson en hij vereenzelvigde zich meer met de politiek die Adams voorstond. Hij besloot dan ook om zijn steun in het Huis aan Adams te geven, waardoor een aantal van de staatsdelegaties in het Huis uit staten die aanvankelijk voor Clay hadden gekozen nu hun steun aan Adams toezegde. Op 9 februari 1825 werd Adams al bij de eerste stemronde in het Huis tot president verkozen door 13 van de 24 staatsdelegaties achter zich te krijgen. Jackson kreeg 7 delegaties achter zich terwijl Crawford de steun van 4 delegaties verwierf. Calhoun was al eerder direct tot vicepresident gekozen door 182 kiesmannen achter zich te krijgen.
Jackson was zeer verbitterd over deze gang van zaken en de vier jaar volgend op deze verkiezingen bleef hij zich actief inzetten tegen Adams totdat de twee elkaar bij de verkiezingen van 1828 wederom zouden treffen.
Deze verkiezingen veroorzaakten ook een scheuring in de Democratisch-Republikeinse Partij. De fractie die loyaal was aan Adams zou de voorloper van de Whig Party vormen, onder de noemer National Republican Party, terwijl Jackson de leider werd van de nu nog steeds functionerende Democratische Partij.
| Kandidaat                      | Partij                            | Kiesmannen | Percentage |
| ------------------------------ | --------------------------------- | ---------- | ---------- |
| John Quincy Adams zie voetnoot | Democratisch-Republikeinse Partij | 84         | 32,2%      |
| Andrew Jackson                 | Democratisch-Republikeinse Partij | 99         | 37,9%      |
| William Crawford               | Democratisch-Republikeinse Partij | 41         | 15,7%      |
| Henry Clay                     | Democratisch-Republikeinse Partij | 37         | 14,2%      |
| Overigen                       |                                   | 0          | 0%         |
| TOTAAL                         |                                   | 261        | 100%       |

Voetnoot: Adams won het presidentschap door in het Huis van Afgevaardigden meer staten achter zich te krijgen dan Jackson